# Schikane
Eine Schikane ist eine insbesondere durch „Ausnutzung staatlicher oder dienstlicher Machtbefugnisse getroffene Maßnahme, durch die jemandem unnötig Schwierigkeiten bereitet werden“; angelehnt daran auch „kleinliche, böswillige Quälerei“.

## Etymologie und Begriffsgeschichte
Das Verb schikanieren für ‚willkürlich, mutwillig boshaft behandeln‘ stand anfangs für ‚einen Sachverhalt verdrehen‘, ‚verfälschen‘ und wurde im 16. Jahrhundert aus dem Mittelfranzösischen (frz. chicaner ‚jmdn. mit aufgebauschten Kleinigkeiten plagen‘, ‚gerichtlich belangen‘) entlehnt, dessen Wortendung -aner vermutlich von dem bedeutungsähnlichen Verb ricaner ‚grinsen‘, ‚höhnen‘ übernommen wurde. Schikane für ‚absichtlich niederträchtige Behandlung‘, ‚Bosheit‘ wurde im 17. Jahrhundert etabliert und bedeutete juristisch eine ‚Rechtsverdrehung‘ sowie ‚Spitzfindigkeit‘, ‚Kniff‘, wonach im Deutschen im 19. Jahrhundert die Redewendung mit allen Schikanen ‚mit allen Raffinessen‘, ‚mit allem Zubehör‘ entstand.
Meyers Großes Konversations-Lexikon definierte Schikane 1909 als: 

„[…] eine in böser Absicht veranlaßte Schwierigkeit, durch die namentlich die von einem andern bezweckte Ausführung einer Sache verzögert oder verhindert werden soll (calumnia). Das Bürgerliche Gesetzbuch gewährt Schutz gegen ein solches Vergehen durch § 226 (sogen. Schikaneparagraph), nach dem die Ausübung eines Rechtes unzulässig ist, wenn sie nur den Zweck haben kann, also jeder andre Zweck ausgeschlossen ist, einem andern Schaden zuzufügen. Weitern Schutz bietet § 826, nach dem zum Ersatz des Schadens verpflichtet ist, wer in einer gegen die guten Sitten verstoßenden Weise einem andern vorsätzlich Schaden zufügt. Außerdem enthält das Bürgerliche Gesetzbuch noch eine Reihe von Einzelbestimmungen, die den Mißbrauch eines Rechtes hintanhalten wollen. Zur Sicherung gegen S. im Prozeß diente nach älterm Rechte der sogen. Gefährdeeid (s. d.). Gegen S. bei der Prozeßführung schützen die Vorschriften der Zivilprozeßordnung, daß die Prozeßkosten derjenige zu zahlen hat, der den Prozeß unnötigerweise verschleppt hat, und daß in frivoler Weise erst spät vorgebrachte Verteidigungsmittel zurückgewiesen werden konnten. Gegen S. bildet einen starken Schutz endlich auch die Verpflichtung, Sicherheit zu leisten (s. Sicherheitsleistung). Daher Schikaneur, einer, der darauf ausgeht, die Rechtsansprüche eines andern nicht zur Geltung kommen zu lassen, Ränkemacher. […]“

Das Wort „Schikane“ wird im allgemeinen Sprachgebrauch für böswillig bereitete Schwierigkeit, Quälerei oder kleinliche Haarspalterei verwendet und steht im Kontext zu Themen wie Mobbing. Altertümliche, ähnliche oder synonym verwendete Ausdrücke für das Verb (jemanden) schikanieren sind etwa eine Person schurigeln, piesacken oder malträtieren.
Andererseits kann der Begriff auch positiv konnotiert sein, etwa bei der Aussage: „Das ist ein Auto mit allen Schikanen“, was aussagen soll mit sehr viel Ausstattung.

## Schikaneverbot
Im deutschen Recht ist die Ausübung eines Rechts unzulässig, „wenn sie nur den Zweck haben kann, einem anderen Schaden zuzufügen“ (Schikaneverbot, § 226 BGB). Ähnlich ist das Schikaneverbot in Österreich (Schadenersatz, § 1295 ABGB) und im Schweizer Recht (Treu und Glauben, Art. 2 ZGB) geregelt. Damit soll zum Beispiel das Erzwingen einer Lästigkeitsprämie verhindert werden.